# Petra od św. Józefa
Petra od św. Józefa, właśc. hiszp. Ana Josefa Pérez Florido (ur. 6 grudnia 1845 w Valle de Abdalajís w Andaluzji, zm. 16 sierpnia 1906 w Barcelonie w Hiszpanii) – dziewica, hiszpańska błogosławiona Kościoła rzymskokatolickiego, z pochodzenia Katalonka.
Jej rodzicami byli José Pérez Reina i María Florido González.
Petra była założycielką świeckiego Zgromadzenia Sióstr Bezdomnych Matek w San José de la Montaña (hiszp. Congregación de Hermanas Madres de Desamparados y San José de la Montaña, M.D.), znanego jako Instytut Sióstr Matek Opuszczonych (łac. Institutum Sororum Matrum Derelictorum).
Została beatyfikowana przez papieża Jana Pawła II 16 października 1994 roku.